# Pauline Newman

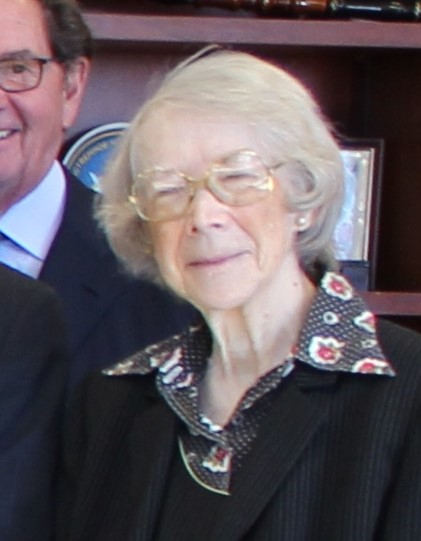
Pauline Newman (2013)

Pauline Newman (* 20. Juni 1927 in New York City) ist eine US-amerikanische Bundesrichterin.
Newman machte 1947 ihren Bachelor of Arts am Vassar College in den Fächern Chemie und Philosophie sowie daraufhin den Master of Arts an der Columbia University. 1952 promovierte sie in Chemie an der Yale University. 1958 schloss sie ihr Jurastudium mit einem Bachelor of Laws an der School of Law der New York University ab. Bis 1984 arbeitete sie für die FMC Corporation.
Am 30. Januar 1984 nominierte US-Präsident Ronald Reagan Newman für einen Sitz am US-amerikanischen Bundesberufungsgericht United States Court of Appeals for the Federal Circuit. Newman wurde vom US-Senat am 27. Februar 1984 bestätigt und wurde am darauffolgenden Tag ins Amt eingeführt.
Seit dem 30. Juni 2022 ist Newman die älteste aktive Bundesrichterin der Vereinigten Staaten (nach dem Tod von Giles Rich zehn Tage nach seinem 95. Geburtstag).
Im September 2023 wurde Newman im Alter von 96 Jahren vom Justizrat des Berufungsgerichts für ein Jahr von ihren Aufgaben suspendiert, da sie „möglicherweise unter erheblichen geistigen Problemen leidet – einschließlich Gedächtnisverlust, mangelnder Auffassungsgabe und Verwirrung“. Zuvor waren Stimmen in ihrem Umfeld laut geworden, die Newman vorwarfen, zu langsam zu arbeiten und häufig durcheinander und streitlustig zu sein. Eine Untersuchung durch einen von dem Gericht ausgewählten Neurologen und Psychiater hatte sie abgelehnt. Sollte sie dieser nicht nachkommen, kann die Suspendierung verlängert werden. Newman nannte die Entscheidung rechtswidrig und ein Ergebnis persönlicher Animositäten, eine vor ihr beauftragte Psychiaterin bescheinigte ihr „keine wesentliche emotionale, medizinische oder psychiatrische Behinderung“. Der Fall löste im Rahmen der Debatte über das hohe Alter von Menschen in hohen Positionen in den USA ein großes Medienecho aus.